# La Grève des femmes
Pour les articles homonymes, voir Grève des femmes.
Pour plus de détails, voir Fiche technique et Distribution.
La Grève des femmes est un téléfilm français réalisé par Stéphane Kappes, diffusé le 7 mars 2011 sur TF1.

## Synopsis
Suzie, infirmière à domicile, est passionnée par la peinture. Franck, son compagnon, voue un culte à la course automobile et travaille sur un moteur électrique ultra-performant. Alors que Suzie et ses amies préparent leur exposition dans l'atelier, Franck décide de le réquisitionner. Suzie, Cécile, Sonia et Hélène, bien décidées à ne pas se laisser faire, entament un mouvement de grève qui va bientôt gagner tout le village...

## Fiche technique
- Réalisateur : Stéphane Kappes
- Scénaristes : Gaël Leforestier et Serge Gisquière
- Date de diffusion : 7 mars 2011 sur TF1
- Durée : 105 minutes.

## Distribution
- Pierre-François Martin-Laval : Franck
- Armelle Deutsch : Suzie
- Zinedine Soualem : François Blanchet
- Anne Girouard : Cécile
- Guy Lecluyse : Gilles
- Sophie Mounicot : Hélène
- Camille Chamoux : Sonia
- Michaël Abiteboul : Ludo
- Pierre Mondy : Émile
- Claude Gensac : Mme Deschamps
- Anne Duverneuil : Delphine
- Azdine Keloua : Noredine
- Benjamin Senac : Louis
- Isabelle Tanakil : traductrice
- Bing Yin : Tsang Maï (comme Yin Bing)
- Uen-Ping Juan : Mme Tsang Maï
- Emeline Bayart : Viviane Daumas
- Jacques Chambon : le président du Conseil Régional
- Anaïs Fabre : Sylvie
- Bastien Aubert-Maury : Maxime
- Georges Neri : M. Braunschweig
- Carole Rousseau et Jean-Pierre Pernaut : eux-mêmes